# اختلال ناخوشی پیشاقاعدگی
اختلال دیسفوریای پیش از قاعدگی (PMDD) حالتی بسیار شدیدتر از سندرم پیشاقاعدگی (PMS) است که به‌عنوان یک اختلال روان‌تنی مشابه با افسردگی تک‌قطبی در نظر گرفته می‌شود.
بین ۲ تا ۱۰ درصد از زنان بین دوران بلوغ تا یائسگی، دچار PMDD می‌شوند و از این بابت، تن و روان‌شان به‌طور جدی دچار آشفتگی و ناخوشی می‌شود. این اختلال، نوع شدیدی از سندرم پیشاقاعدگی است که هر ساله میلیون‌ها زن را دچار اختلالاتی در زمینه‌های عاطفی-هیجانی، ذهنی و جسمی می‌کند. این اختلال به‌طور تنگاتنگی با فراز و نشیب چرخه قاعدگی مرتبط است و معمولاً علائمش در فاز لوتئال چرخهٔ قاعدگی (یعنی روز ۱۷ تا ۲۸ام چرخه-م) ظاهر می‌شود و در این مدت، می‌تواند عملکرد اجتماعی، شغلی و جنسی فرد را به‌طور قابل ملاحظه‌ای تحت‌الشعاع قرار دهد. طبق پژوهش‌های انجام‌شده در کالج زنان و زایمان ایالات متحده، حدود ۸۰ درصد از زنان در سنین باروری (یعنی از زمان بلوغ تا یائسگی) در روزهای حول و حوش قاعدگی مجموعه‌ای از تغییرات بدنی را تجربه می‌کنند. ۲۰ تا ۴۰ درصد از آن‌ها علائم سندروم پیشاقاعدگی (PMS) و ۲ تا ۱۰ درصد نیز اختلال شدید (PMDD) را تجربه می‌کنند.زنان مبتلا به PMDD بیشتر در معرض خطر خودکشی هستند. میزان افکار خودکشی ۲.۸ برابر، سابقه برنامه‌ریزی خودکشی ۴.۱۵ برابر و اقدام به خودکشی ۳.۳ برابر افراد معمول است.

## همه‌گیرشناسی
بیشتر زنان تا حدودی علائم سندروم پیش از قاعدگی را تجربه می‌کنند. ۲۰ تا ۳۰ درصد علائم کافی برای تشخیص PMS را دارند و ۳ تا ۸ درصد واجد شرایط تشخیص PMDD هستند. در بررسی‌هایی که در ایران و در شهر شیراز صورت گرفت، نشان داده شد که ۷.۱۹ درصد از افراد مورد بررسی علائمی از سندروم پیش از قاعدگی داشتند. شایع‌ترین‏ علائم روانی احساس خستگی و ضعف، نوسان خلق، بی‏قراری، احساس غم و اختلال خواب بود. شایع‌ترین علائم بدنی سر درد، درد کمر، آکنه و تکرر ادرار گزارش شد.

## علت
علائم خلقی PMDD فقط در زنانی که قاعدگی دارند، مشاهده می‌شود. بنابراین، علائم در دوران بارداری و بعد از یائسگی بروز نمی‌کند. سایر اختلالات خلقی به‌طور معمول در تمام طول سنین باروری ادامه دارد و مستقل از چرخه قاعدگی یک زن یا فقدان آن است.
در حال حاضر بیشترین توافق بر سر آنچه که باعث PMDD می‌شود، افزایش حساسیت به نوسان سطح هورمون‌های جنسی، استرس محیطی و ژنتیک است. استروئیدهای جنسی، استروژن و پروژسترون از نظر عصبی فعال هستند. آن‌ها در مسیرهای سروتونین نقش دارند.  سروتونین در كنار استروژن در تنظیم خلقی نقش دارد.

## رابطه با بارداری
زنان مبتلا به PMDD معمولاً مشاهده می‌کنند که علائم آن‌ها هنگام بارداری ناپدید می‌شوند. اختلال دیسفریک قبل از قاعدگی در درجه اول نوعی اختلال خلقی است که با شروع قاعدگی همراه است. حاملگی، یائسگی و هیسترکتومی‌ها باعث می‌شوند که قاعدگی متوقف شود و از این رو علائم مرتبط با هورمون جنسی نیز متوقف شود.
یائسگی یک زن را به یک اختلال خلقی مستعد می سازد. توقف دائمی چرخه قاعدگی باعث ایجاد علائم و مشکلات روانشناختی می‌شود که همگی مربوط به کمبود استروژن طبیعی پس از یائسگی است.

## علائم
علائم می‌تواند جسمی یا عاطفی باشد، اما علائم خلقی باید برای تشخیص وجود داشته باشد.  زنان مبتلا به PMDD ممکن است فکر خودکشی داشته باشند. 
کسی دچار «اختلال ناخوشی پیشاقاعدگی» است که در اکثر چرخه‌های قاعدگی سال گذشته‌اش، در اغلب روزهای آخرین هفتهٔ فاز لوتیل (روز ۱۷ تا ۲۸)، حداقل پنج مورد از علائم زیر را داشته باشد و این علائم چند روز پس از شروع فاز فولیکولار (روز ۱ تا ۱۲) بهبود یابد و در هفتهٔ بعد از قاعدگی به کلی رفع شود (و حتی در این بازه نیز یکی از علائم ۱، ۲، ۳ یا ۴ حضور داشته باشد).
- حالت افسردگی جدی، احساس ناامیدی، یا افکار نکوهش خود
- اضطراب جدی، تنش و احساس تحت فشار بودن و عصبیت
- احساس عدم ثبات (مثلاً احساس غم ناگهانی، گریهٔ ناگهانی، و حساسیت افزایش‌یافته نسبت به طرد شدن)
- احساس خشم مداوم یا جدی، بیقراری، یا افزایش مشاجره با دیگران
- کاهش علاقه به انجام فعالیت‌های روزمره (مثلاً شغل، مدرسه، دوستان و علایق)
- احساس اینکه تمرکز کردن دشوارتر از سایر اوقات شده‌است
- بی‌حالی، و خستگی زودرس، یا کمبود شدید انرژی
- تغییرات چشم‌گیر در اشتها، پرخوری، یا ویار برای یک سری خوراکی‌های معین
- خوابیدن بیش از حد معمول، یا بی‌خوابی
- احساس ذهنی آشفتگی و خارج از کنترل بودن
- بروز علائم جسمی نظیر درد یا تورم پستان‌ها، سردرد، دردهای ماهیچه‌ای یا مفصلی، حس نفخ و بادکردن، افزایش وزن

## درمان
درمان PMDD اغلب با داروهای ضد افسردگی مانند مهارکننده های انتخاب مجدد سروتونین (SSRI) و همچنین سرکوب تخمک گذاری با استفاده از قرص های ضد بارداری و آنالوگ‌های GnRH انجام می‌شود. SSRI متداول‌ترین روش درمانی است؛ زیرا هم علائم جسمی و عاطفی و هم رفتار و عملکرد کلی زنان را بهبود می‌بخشد. یکی دیگر از درمان‌های تأیید شده توسط FDA برای PMDD، استفاده از قرص‌های پیشگیری از بارداری خوراکی با اتینیل استرادیول و دروسپیرنون (پروژسترون جدید) است. درمان رفتاری شناختی (CBT) برای کاهش علائم قبل از قاعدگی در زنان مبتلا به PMS گزارش شده‌است. در مطالعه‌ای در ایران نشان داده شد که آموزش فنون طرح‌واره‌درمانی می‌تواند بر افسردگی، اضطراب و کارکرد اجتماعی در زنان مبتلا به اختلال ملال پیش از قاعدگی تأثیر داشته باشد.